# An phi
An phi (chữ Hán: 安妃) là một tước hiệu được phong cho các phi tần trong thời phong kiến ở vùng Á Đông. Từ An (安) trong mỹ hiệu mang ý nghĩa là "yên lành, tĩnh lặng".

## Trung Quốc

### Tống
- Minh Tiết Hoàng hậu Lưu thị, kế hậu của Tống Huy Tông, trước được phong làm An phi.

### Minh
- Trịnh An phi, phi tần của Minh Thái Tổ.
- Dương An phi, thụy là Trang Hi Đoan Túc, phi tần của Minh Anh Tông.
- Thẩm An phi và Cao An phi, đều là phi tần của Minh Thế Tông.
- Tiền An phi, phi tần của Minh Mục Tông.